# Повіт Тойота (Хіросіма)
Пові́т Тойо́та (яп. 豊田郡, とよたぐん, МФА: [tojota guɴ]) — повіт в Японії, в префектурі Хіросіма.
Центр — містечко Осакікамідзіма
Населення повіту 69 210 мешканців (2003), густота населення 210,12 осіб/км². Площа — 329,29 км².[джерело?]